# 서산 천장사 아미타후불탱화
서산 천장사 아미타후불탱화(瑞山 天臧寺 阿彌陀後佛幀畫)은 대한민국 충청남도 서산시에 있는, 조선시대의 불화이다. 2007년 9월 20일 충청남도의 유형문화재 제186호로 지정되었다.

## 개요
천장사 아미타후불탱화는 상겸의 작품가운데서 가장 우수하면서도 독창적인 화풍을 보여주는 그림으로 중앙의 본존 아미타불을 중심으로 4대보살과 사천왕, 제자, 용왕, 용녀 등이 둘러쌓은 구도를 하고 있으며 높은 대좌위에 앉은 본존불은 화면의 중앙을 차지하고 있고 좌우보살인 관음과 대세지보살은 앞면 양측에 서 있는 자세에 각기 정병과 여의를 쥐고 있다. 관음과 대세지보살상의 안쪽에는 두 명의 동자상이 손에 지물을 들고 서 있는 모습이 매우 특이하며 이 동자상은 천동으로 생각되는데 원래 상단의 좌우에 배치되는 것이 통례이며 19세기 후반 지장시왕도에 많이 등장하는 선악동자와 관련되는 것으로 추정된다. 아미타불도에 선악동자가 배치되는 사례는 거의 없어 상겸만의 독창적인 특징이 아닌가 생각된다.
색채는 붉은색을 주조색으로 사용하였으며, 보조색으로는 녹색과 군청색을 사용하였다.
상겸은 경기도에 위치한 정조의 왕실 사찰인 용주사 불사에 참여하면서 영·정조시기의 도화서 화원일 가능성이 제시되었지만 공역으로 궁중의 불사에 참여했던 승려화가일 가능성이 높다고 보인다. 다만 상겸이 용주사와 같은 궁중불사에 참여할 정도로 당시 기량을 인정받았던 화가인 것만은 틀림없을 것이다.
이외에도 상겸은 1780년 남양주 봉선사 등에서 활동하면서 주로 경기도의 사찰에서 활동했던 화가로 알려져 있지만 경상도 전라도 등 광범위한 지역에서도 작품을 남기고 있어, 천장사 소장의 아미타불도의 원래 사찰인 관음사의 위치는 알 수가 없다.

## 참고 자료
- 서산천장사아미타후불탱화 - 국가유산청 국가유산포털